# Самолюс ползучий
Само́люс ползу́чий (лат. Samolus repens) — вид цветковых растений рода Самолюс (Samolus) семейства Первоцветные (Primulaceae).

## Ботаническое описание

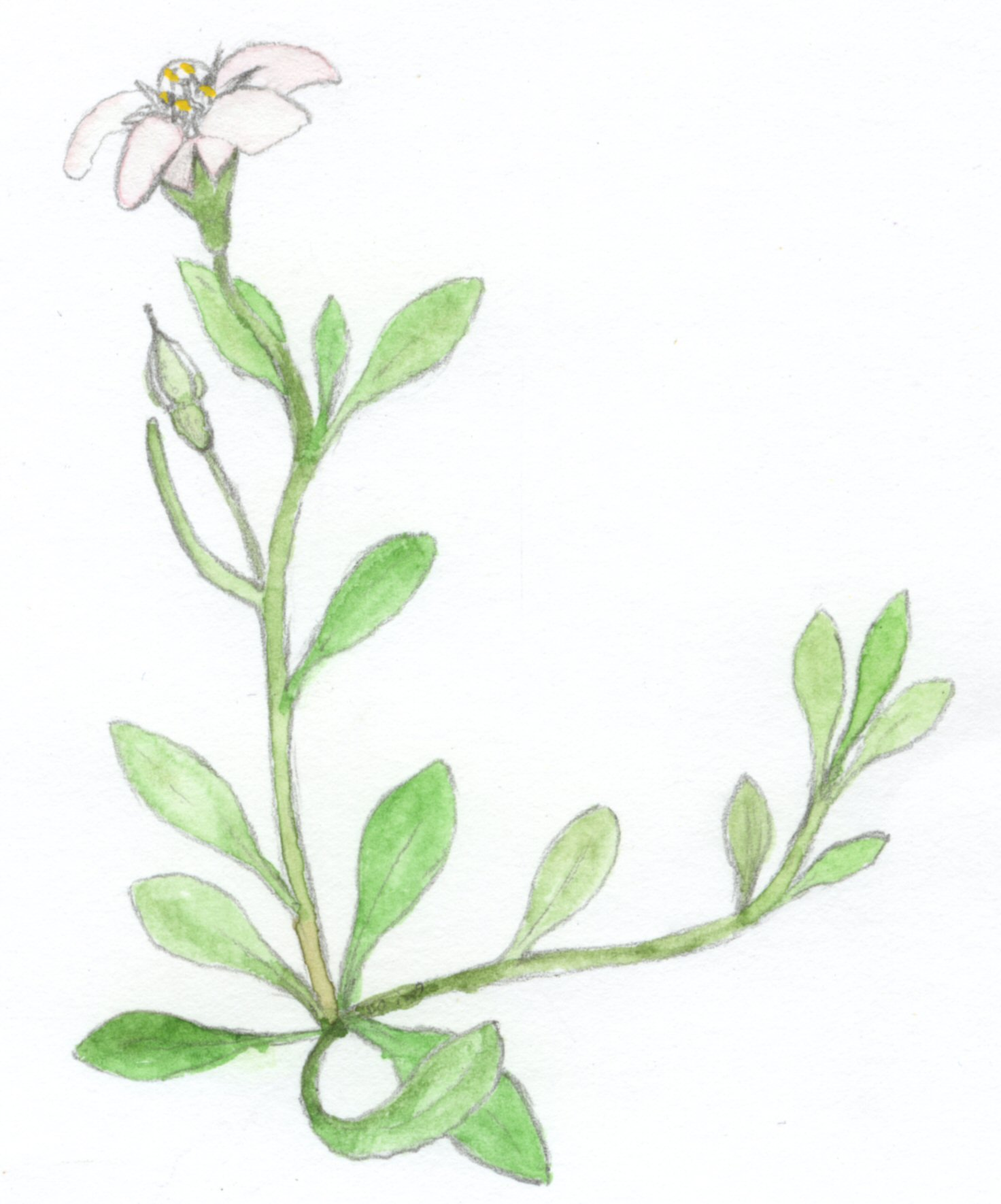
Ботаническая иллюстрация

Цветки мелкие, иногда розовые, появляющиеся в период цветения с сентября до апреля-мая.

## Распространение и местообитание
Вид родом из Австралии, Новой Зеландии и смежных островов Океании, Южной Америки (юг Чили), где произрастает на побережьях умеренного и субтропического поясов.

## История открытия
Вид был описан Георгом Форстером в 1776 году, а в род самолюс его поместил Христиан Генрих Персон.